# ابوجعفر رؤاسی
ابوجعفر رؤاسی همچنین شهرت‌یافته به رؤاسی نیلی (؟ -۸۱۱م) (نسب: محمد بن حسن بن ابی‌ساره) زبان‌شناس عراقی در سدهٔ دوم هجری بود. او را رأس مذهب نحوی کوفی می‌دانند و نخستین کسی که در علم نحو نگاشت. «الفیصل فی النحو»، «کتاب معانی القرآن»، «کتاب التصغیر»، «کتاب الوقف والإبتداء الکبیر» و «کتاب الوقف والإبتداء الصغیر» از آثار اوست.